# Compsothespis ebneri
Compsothespis ebneri är en bönsyrseart som beskrevs av Werner 1918. Compsothespis ebneri ingår i släktet Compsothespis och familjen Amorphoscelidae. Inga underarter finns listade i Catalogue of Life.